# Милденхолл (авиабаза)
Авиабаза Милденхолл (англ. RAF Mildenhall) — военная авиационная база Королевских военно-воздушных сил Великобритании, расположенная вблизи одноимённого города Милденхолл графства Суффолк в Англии.
Несмотря на принадлежность авиационной базы к Королевским ВВС Великобритании на ней базируется 100-е крыло заправщиков и другие части ВВС США.
Во время Второй мировой войны бомбардировочное командование Королевских ВВС использовало аэродром для оперативных боевых вылетов до 1945 года. После войны авиабаза была законсервирована, а 11 июля 1950 года была вновь открыта, став совместной оперативной базой ВВС США и Королевских ВВС. Она была передана в подчинение Стратегическому авиационному командованию и начала принимать бомбардировщики B-50 Superfortress в 1951 году и самолёты-заправщики KC-97 Stratofreighter с 1953 по 1958 год.
Военная авиатранспортная служба США перевела свой главный штаб в Соединённом Королевстве в Милденхолл в 1958 году. В конце 1970-х и на протяжении 1980-х годов с базы осуществлялись разведывательные операции на самолётах U-2 и SR-71 Blackbird.
8 января 2015 года Министерство обороны США объявило, что операции на базе ВВС Великобритании в Милденхолле будут прекращены и перенесены в Германию (авиабаза Шпангдалем) и другие места в Великобритании.
После периода неопределенности, в июле 2020 года было заявлено, что авиабаза будет эксплуатироваться ВВС США и дальше. Милденхолл, наряду с авиабазой Лейкенхит, имеет крупнейшее присутствие ВВС США в Соединённом Королевстве.

## История

### 1930-е годы
Чтобы противостоять предполагаемой «континентальной угрозе», британское военное командование решило разместить базу бомбардировщиков Королевских ВВС в Милденхолле в конце 1920-х годов. Вскоре после этого правительство выкупило землю в 1929 году, после чего в 1931 году были завершены первые здания. Три года спустя, 16 октября 1934 года, открылась база ВВС Великобритании в Милденхолле как одна из крупнейших бомбардировочных авиабаз Королевских ВВС. В тот же день командир авиакрыла (Wing Commander) Фрэнсис Линнелл занял должность командира авиабазы.
Такое раннее открытие авиабазы во многом было обусловлено выбором её в качестве места проведения престижной авиагонки на приз Макробертсона 20 октября 1934 года. В то время эта воздушная гонка была самой протяжённой из когда-либо задуманных и привлекла на аэродром более 70 000 зрителей. Ещё более показательным для значимости гонки в спортивном мире является то, что за день до старта соревнований авиабазу посетили король Георг V и королева Мария. В конце концов, пилоты Том Кэмпбелл Блэк и К. У. А. Скотт, летевшие на самолёте de Havilland DH.88 Comet, первыми пересекли финишную черту в Мельбурне, Австралия, менее чем через 72 часа после старта гонки.
Первые бомбардировщики Handley Page Heyford прибыли на авиабазу Милденхолл в составе эскадрильи 99В в 1935 году. Тогда же Король Георг V провел смотр 350 самолётов по случаю 25-летию своего пребывания на британском престоле. Это историческое событие увековечено мемориальной доской, расположенной на здании 562, нынешней штаб-квартире 100-го воздушного заправочного крыла ВВС США.
Угроза войны, которую Королевские ВВС предвидели в конце 1920-х годов, материализовалась после подписания Мюнхенского соглашения. В период с 26 сентября 1938 года по 4 октября 1939 года на аэродроме были завершены работы по защите от угроз с воздуха. После короткой передышки от войны командование аэродрома подготовилось к новой войне, приведя оборону базы и бомбардировочные эскадрильи в полную боевую готовность. 3 сентября 1939 года, через три дня после вторжения Германии в Польшу, Великобритания и Франция объявили войну Германии. Позже в тот же день три самолёта Vickers Wellington из 149-й эскадрильи были отправлены бомбить части немецкого военно-морского флота в Вильгельмсхафене.

### Вторая мировая война (1939—1945)

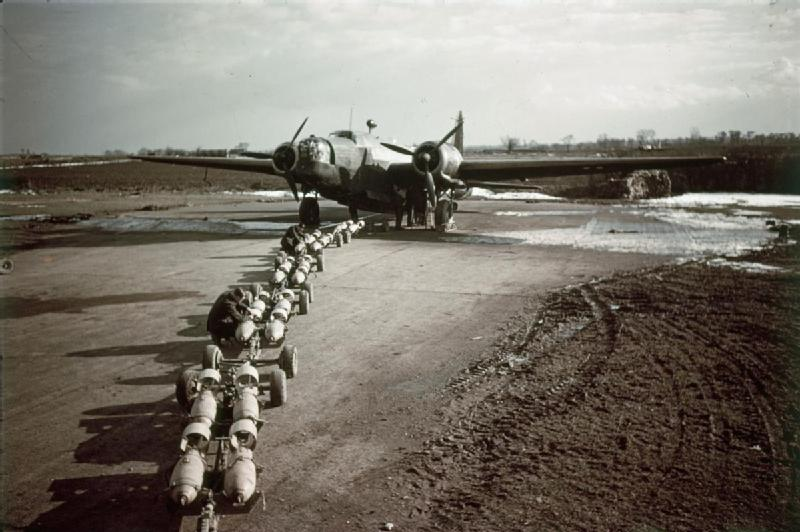
Подготовка к погрузке 250-фунтовых авиабомб на бомбардировщик Vickers Wellington на авиабазе Милденхолл в январе 1942 года

На протяжении всей Второй мировой войны авиабаза Милденхолл оставалась активной, поскольку в дополнение к эскадрильям на собственном аэродроме, командование базы координировало ведение боевых действий с аэродромов Ньюмаркет, Тадденхэм и Лейкенхит. В ходе войны авиатехника базы перешла от двухмоторного бомбардировщика Vickers Wellington к четырёхмоторному Short Stirling и, наконец, к Avro Lancaster.
К концу войны самолёты с Милденхолла и его вспомогательных аэродромов сбросили более 23 000 тонн бомб, 2000 мин и совершили более 8000 боевых вылетов. В ходе войны, в результате боевых вылетов с аэродрома также было потеряно более 200 бомбардировщиков «Wellington», «Stirling» и «Lancaster», а также погибло более 2000 членов экипажей. Одним из погибших был пилот Родон Хьюм Миддлтон, австралиец, который был посмертно награждён Крестом Виктории и похоронен на кладбище церкви Св. Иоанна в Бек-Роу после того, как его тело выбросило на берег.
В течение последних двух недель марта и первых двух недель апреля 1941 года Милденхолл использовался для съёмок документального фильма «Цель на сегодня». Чтобы не выдавать важную информацию противнику, в фильме аэродром фигурировал под вымышленным названием Миллертон, а также были изменены некоторые аспекты связанные с проведением повседневных боевых операций. Фильм, снятый «Crown Film Unit», был сосредоточен на планировании и проведении воздушного налета на Германию, как это отснял экипаж бомбардировщика «Vickers Wellington» с позывными OJ-F. В съемках принимали участие «Веллингтоны» и их экипажи из эскадрильи № 149, закодированной в фильме как эскадрилья OJ. Также в съёмках фильма принял участие пилот Перси Пикард, снявшийся в фильме под псевдонимом «Диксон». Он исполнил роль командира экипажа бомбардировщика «F for Freddie» типа Vickers Wellington из 149-й эскадрильи.

### Послевоенное время (1945—1950)
После завершения войны самолёты из Милденхолла доставляли домой репатриированных военнопленных в ходе операции «Исход» (Operation Exodus (WWII operation)) и участвовали в операции «Манна», сбрасывая продовольствие страдающему от голода населению Голландии в последние дни перед капитуляцией Германии. К концу 1945 года оперативная деятельность авиабазы резко пошла на спад, и, несмотря на кратковременный всплеск лётной активности в конце 1940-х годов, Королевские ВВС понизили статус базы до авиационной станции по ремонту и обслуживанию техники. Единственным оставшимся значимым подразделением Королевских ВВС был штаб Группы № 3 Бомбардировочного командования, который оставался на базе до 1967 года.

### Холодная война (1950—1991)

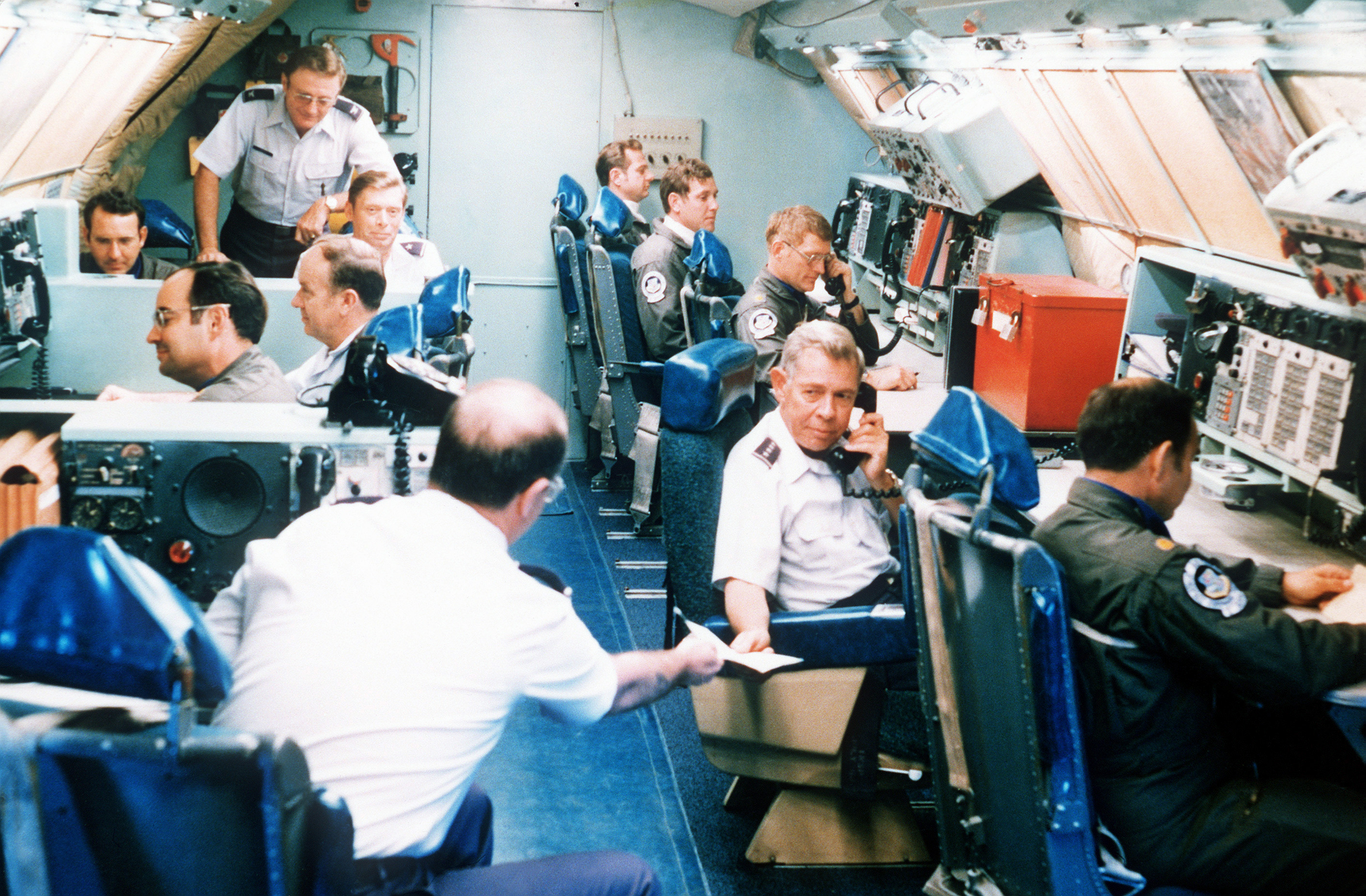
Внутри воздушного командного пункта Boeing EC-135 7120-й эскадрильи воздушного командования, действующей с авиабазы Милденхолл в годы Холодной войны

#### Стратегическое авиационное командование
Первоначальным подразделением Стратегического авиационного командования, использовавшим Милденхолл, была 7511-я группа обеспечения деятельности авиабазы (позднее переименованная в 3910-ю группу обеспечения деятельности авиабазы), которая начала службу 11 июля 1950 года для подготовки объекта к оперативному использованию самолётами командования. 1 мая 1951 года Стратегическое авиационное командование приняло командование авиабазой и начало ротацию бомбардировочных крыльев в Милденхолл и из него. Первым оперативным стратегическим подразделением, использовавшим аэродром, было 2-е бомбардировочное крыло, оснащенное Boeing B-50D Superfortress, прибывшее на cc с авиабазы Хантер в Джорджии 4 мая 1951 года.
Другими стратегическими бомбардировочными эскадрильями в Милденхолле, находившимися на ротационной основе, были:
- 22-е бомбардировочное крыло (3 сентября 1951 — 12 декабря 1951) (Boeing KB-29 Superfortress, Boeing B-50D Superfortress) (временная служба (TDY) перевод с авиабазы Марш, Калифорния)
- 93-е бомбардировочное крыло (16 декабря 1951 — 8 марта 1952) (Boeing KB-29 Superfortress, Boeing B-50D Superfortress) (временная служба (TDY) перевод с авиабазы Кастл, Калифорния)
- 503-е бомбардировочное крыло (4 июня 1952 — 2 сентября 1952) (Boeing KB-29 Superfortress, Boeing B-50D Superfortress) (временная служба (TDY) перевод с авиабазы Розуэлл, Нью-Мексико)

В 1953 году Милденхолл был переформатирован из аэродрома бомбардировщиков на базу рассредоточения воздушных заправщиков KC-97 Stratofreighter. Их роль заключалась в поддержке стратегических бомбардировщиков Boeing B-47 Stratojet, базирующихся на авиабазе Фэрфорд. С 1958 году на авиабазе также размещался пассажирский терминал Соединённого Королевства, которым управляла Военная авиатранспортная служба (MATS).

#### 7513-я тактическая группа
Самолёты Стратегического авиационного командования покинули Милденхолл в 1959 году, поскольку возможности его взлетно-посадочной полосы больше не соответствовали требованиям новых бомбардировщиков. 17 июля 1959 года Стратегическое авиационное командование и Командование ВВС США в Европе достигли соглашения, облегчающего и существенно увеличивающего роль 3-й воздушной армии в принятии оперативных решений относительно подразделений ВВС США в Великобритании. 1 сентября 1959 года 7513-я тактическая группа взяла на себя обязанности базового подразделения на аэродроме.
15 ноября 1965 года в Милденхолле были размещены группа управления с кодовым именем «Шелковый кошелек» (Silk Purse) и 7120-я эскадрилья воздушного командования и управления (7120 ACCS), ранее базировавшаяся на авиабазе Шатору во Франции. По прибытии в Милденхолл 7120-я эскадрилья перешла с самолётов Douglas C-118 на самолёты Boeing EC-135, которые использовались в качестве воздушных командных пунктов для командующего Европейским командованием Вооруженных сил США под кодовым названием Operation Silk Purse.

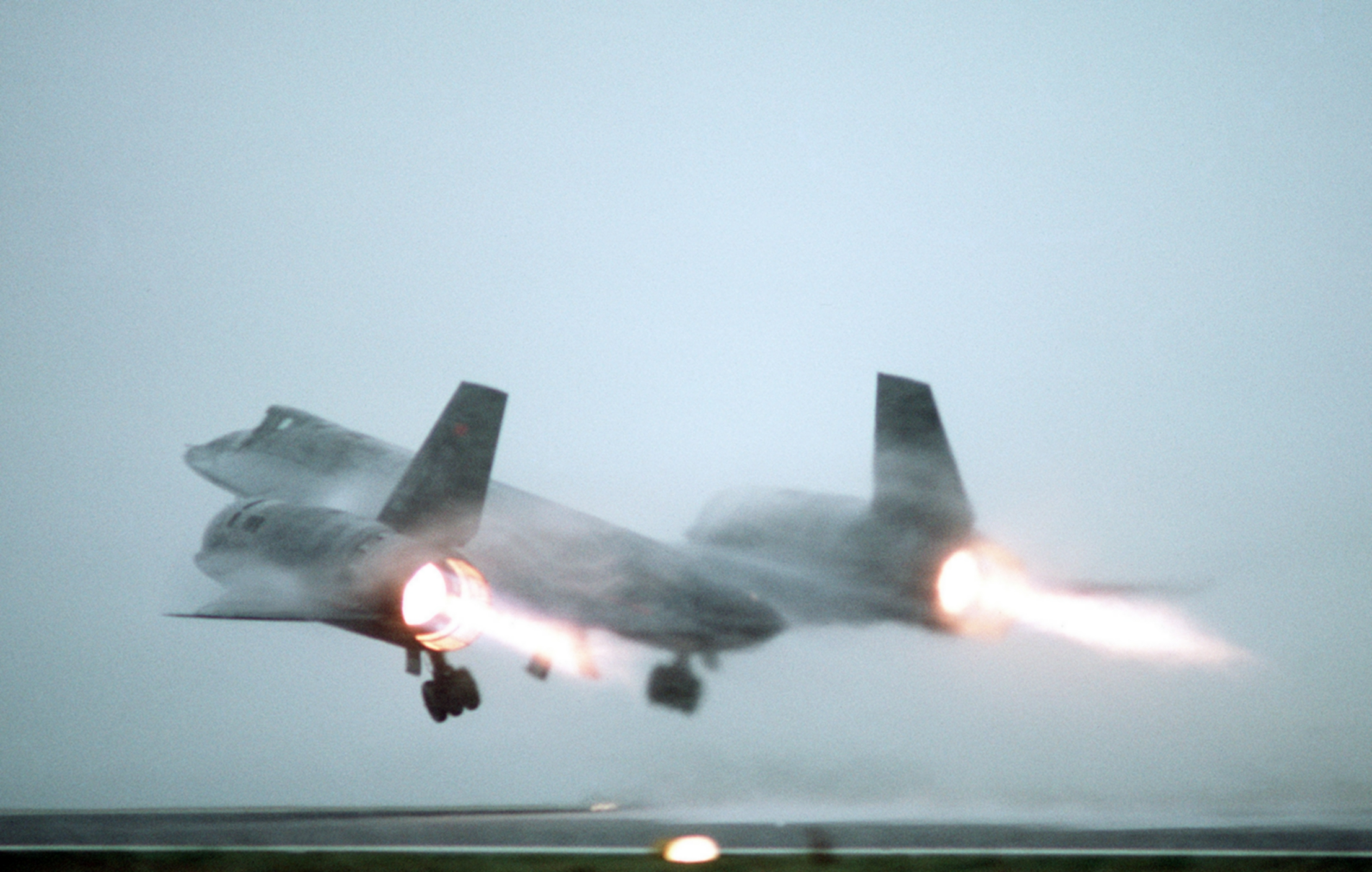
SR-71A Blackbird 9-го стратегического разведывательного крыла взлетает с авиабазы Милденхолл в январе 1983 года

#### 513-е тактическое воздушное крыло
1 июля 1966 года 513-е транспортное крыло прибыло в Милденхолл с авиабазы Эврё-Фовиль во Франции. С размещением в Милденхолле 513-е транспортное крыло приняло на себя оперативное управление двумя ротационными (7441-я, 7742-я) транспортными эскадрильями из двадцати C-130 Hercules, а также 7120-й группой управления «Silk Purse» и пятью Boeing EC-135H.
В течение следующих нескольких лет в Милденхолле не наблюдалось особых изменений, однако, в июне 1972 года на авиабазу прибыл личный состав штаба Третьей воздушной армии, который перебазировался из Южного Райслипа в Лондоне.
В мае 1969 года 23-х летний механик-сержант ВВС США Пол Мейер, толкаемый психологическими проблемами, угнал транспортный самолёт Hercules C-130E и полетел на юг, в конечном итоге врезавшись в воды в Ла-Манша. В апреле 2018 года исследовательская группа Deeper Dorset объявила об обнаружении обломков судна при поиске самолёта с использованием гидролокатора.

#### 306-е стратегическое крыло
Следующим значимым событием в истории Милденхолла стало прибытие в 1976 году 4-го отряда 9-го стратегического разведывательного крыла, который проводил разведывательные операции на самолётах U-2 и SR-71 Blackbird с базы на основе ротации. С момента прибытия и до отбытия последнего SR-71 18 января 1990 года самолёты SR-71 и U-2 306-го стратегического крыла стали символом базы ВВС Великобритании в Милденхолле в глазах местной общественности.
1 июля 1978 года 306-е стратегическое крыло было переведено в Милденхолл с авиабазы Рамштайн, Западная Германия, вместе с заправщиками Boeing KC-135 Stratotanker и разведывательными самолётами Boeing RC-135. 306-е стратегическое крыло также функционировало как центр всех операций Стратегического авиационного командования в Европе и стало базовым подразделением в Милденхолле.

### 1990-е годы
306-е стратегическое крыло действовало на авиабазе ВВС Великобритании в Милденхолле до 1 февраля 1992 года, когда 100-е воздушное заправочное крыло ВВС США стало базовым подразделением в Милденхолле, а также стало штаб-квартирой Европейской оперативной группы заправщиков вооруженных самолётами KC-135 Stratotanker.
В мае 1993 года в рамках сокращения численности американских войск в Европе было объявлено, что большая часть территории, занимаемой подразделениями ВВС США на аэродроме Алконбари будет возвращена Министерству обороны Великобритании. В рамках этого возвращения 352-я группа специальных операций и её принадлежащие ей самолёты, Lockheed MC-130, Lockheed HC-130 и вертолёты MH-53 Pave Low, были переведены на авиабазу Милденхолл в марте 1995 года.

### Авиабаза в 21-м веке

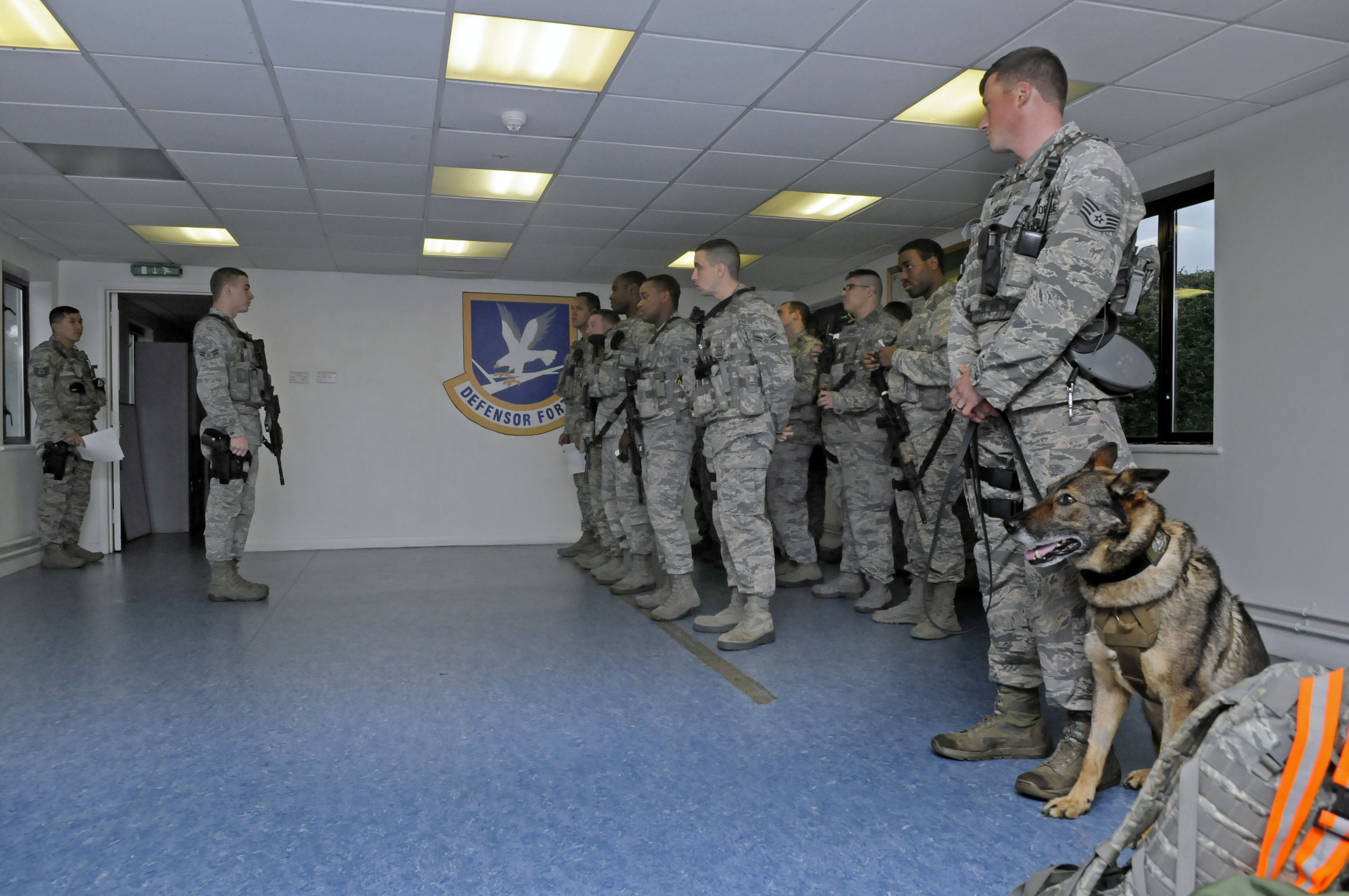
Военнослужащие 100-й эскадрильи сил безопасности перед заступлением на боевое дежурство на авиабазе Милденхолл

Во время вторжения в Ирак в 2003 году на базе действовала 491-я воздушная экспедиционная группа (491st AEG) в составе 491-й воздушной экспедиционной эскадрильи аэромедицинской эвакуации и 744-й экспедиционной воздушной транспортной эскадрильи, летавших на самолётах Lockheed C-141C Starlifter. К 491-й экспедиционной группе также была прикреплена 791-я экспедиционная аэромедицинская воздушная эскадрилья, с 2017 года дислоцирующаяся на авиабазе Рамштайн, Германия.
501-е крыло боевой поддержки было сформировано на базе Милденхолл 21 мая 2005 года. Это было нелетное подразделение, которое обеспечивало администрирование и эксплуатацию подразделений на аэродромах Кроутон (422-я группа авиабазы), Алконбари (423-я группа авиабазы) и Фэрфорд (420-я группа авиабазы). Крыло было переведено на базу Алконбари 1 мая 2007 года.
В июне 2021 года президент США Джо Байден и первая леди Джилл Байден вылетели на базу ВВС Великобритании Милденхолл на борту Air Force One для участия в 47-м саммите G7 и первой встречи с королевой Елизаветой II. Президент Байден обратился к американским войскам на базе вскоре после приземления.
В апреле 2023 года во время визита президента Джо Байдена в Северную Ирландию и Республику Ирландия самолёт E-4B Nightwatch с позывным «GRIM99» был замечен пролетающим над Уэльсом и приземлившимся на авиабазе Королевских ВВС Милденхолл.
В 2024 году, в период с 20 по 22 ноября, в районе и над базой ВВС Великобритании Милденхолл были замечены небольшие беспилотные летательные аппараты. Это было частью более масштабных вторжений беспилотников на авиабазы США в Соединённом Королевстве. Количество беспилотных летательных аппаратов колебалось, и они различались по размеру и конфигурации. Истребители ВВС США F-15E Strike Eagle, базирующиеся на аэродроме Лейкенхит, предположительно были подняты в воздух в ответ на эти угрозы, поскольку неизвестные БпЛА влияли на плановые полеты над авиабазой, где американское командование планирует разместить ядерное оружие. Позднее личный состав радиотехнического полка Королевских ВВС был переброшен на авиабазы с системой радиоэлектронной борьбы ORCUS C-UAS в ответ на повторное обнаружение неопознанных беспилотников ночью 25 ноября.

## Базирование частей на авиабазе

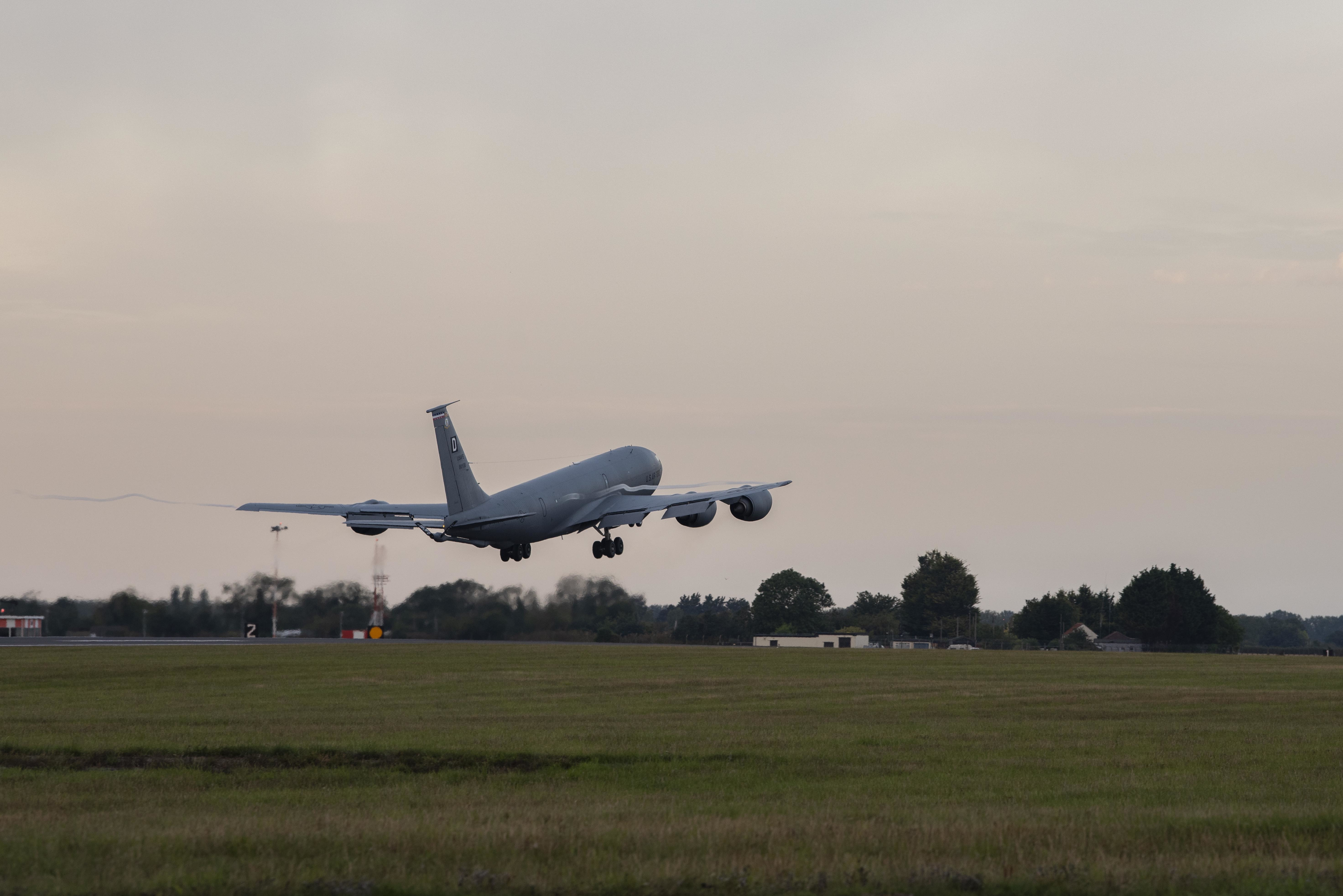
KC-135 Stratotanker, приписанный к 100-му воздушному заправочному крылу, взлетает с авиабазы 22 июля 2020 года.

Подразделения, обозначенные аббревиатурой GSU (Geographically Separate Units), являются географически обособленными подразделениями, которые, хотя и базируются в Милденхолле, подчиняются головному подразделению, расположенному в другом месте.

### ВВС США
Командование ВВС США в Европе и Африке (United States Air Forces in Europe – Air Forces Africa)
- 3-я воздушная армия США
  - 100-е воздушное заправочное крыло (100th Air Refueling Wing[англ.])
    - Штаб 100-го воздушного заправочного крыла
    - 100-я эскадрилья контроля
    - 100-я оперативная группа
      - 100-я эскадрилья оперативной поддержки
      - 351-я воздушная заправочная эскадрилья (351st Air Refueling Squadron[англ.]) — на вооружении самолёты-заправщики KC-135R Stratotanker

    - 100-я группа технического обслуживания
      - 100-я эскадрилья по техническому обслуживанию самолётов
      - 100-я ремонтная эскадрилья

    - 100-я группа поддержки миссий
      - 100-я гражданская инженерная эскадрилья
      - 100-я эскадрилья связи
      - 100-я эскадрилья поддержки сил
      - 100-я эскадрилья логистического обеспечения
      - 100-я эскадрилья сил безопасности

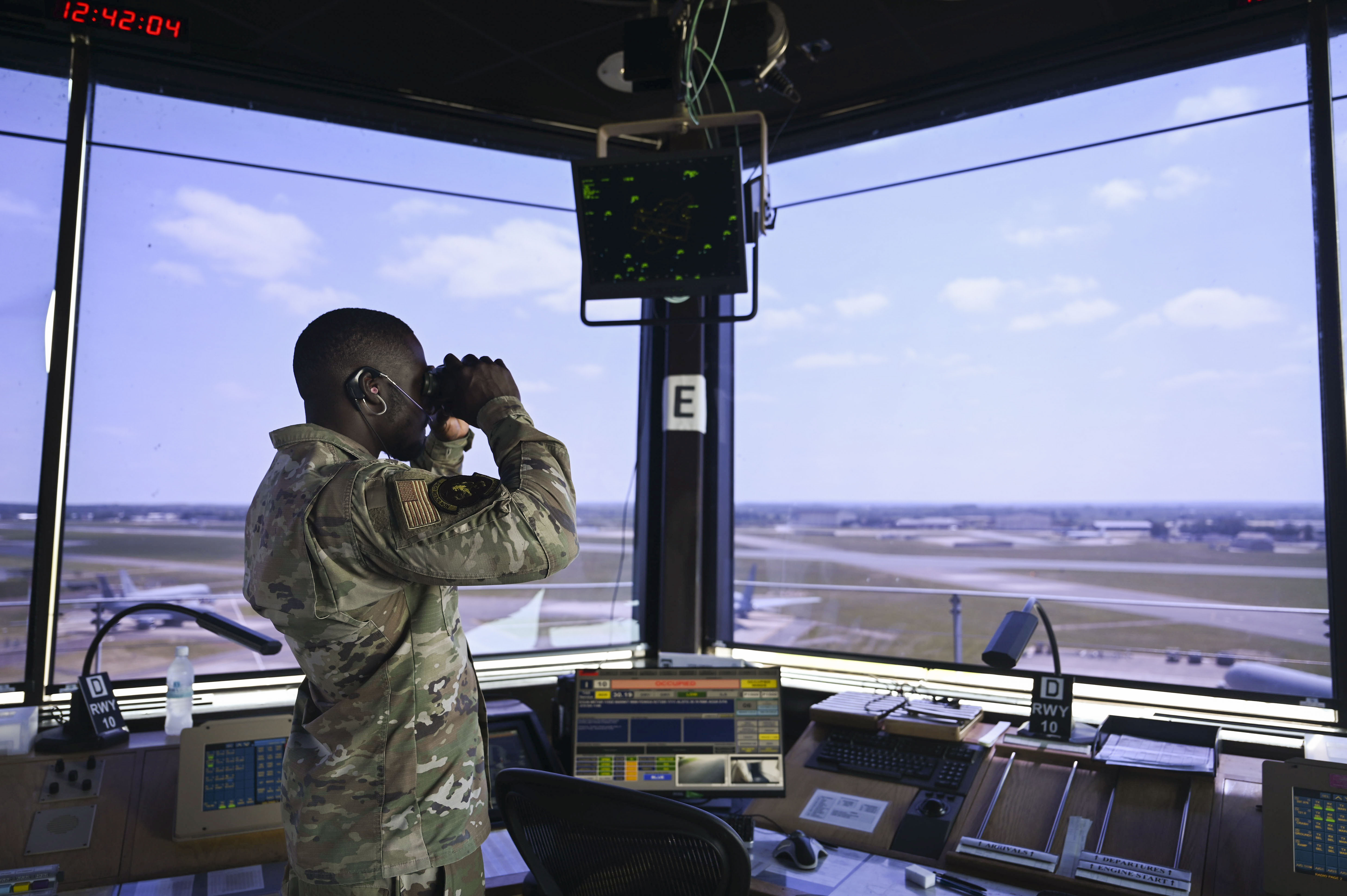
Командно-диспетчерский пункт авиабазы Милденхолл

- Командно-диспетчерский пункт авиабазы МилденхоллВВС США в Великобритании (United States Air Force in the United Kingdom[англ.])

Командование воздушных перевозок ВВС США (Air Mobility Command)
- 18-я воздушная армия США (Eighteenth Air Force[англ.])
  - 521-е крыло воздушных перевозок (521st Air Mobility Operations Wing[англ.])
    - 721-я группа воздушных перевозок (721st Air Mobility Operations Group[англ.])
      - 727-я эскадрилья воздушных перевозок (GSU) — на вооружении военно-транспортные самолёты C-17 Globemaster III.

Командование специальных операций ВВС США
- 352-е крыло специальных операций (352nd Special Operations Wing[англ.])
  - 752-я группа специальных операций (752nd Special Operations Group[англ.])
    - 7-я эскадрилья специальных операций (7th Special Operations Squadron[англ.]) — на вооружении конвертопланы CV-22 Osprey.
    - 67-я эскадрилья специальных операций (67th Special Operations Squadron[англ.]) — на вооружении самолёты Lockheed MC-130[англ.] в варианте MC-130J Commando II.
    - 321-я специальная тактическая эскадрилья (321st Special Tactics Squadron[англ.])
    - 352-я эскадрилья поддержки специальных операций

  - 352-я группа технического обслуживания специальных операций
    - 752-я эскадрилья по техническому обслуживанию самолётов
    - 352-я эскадрилья по техническому обслуживанию самолётов

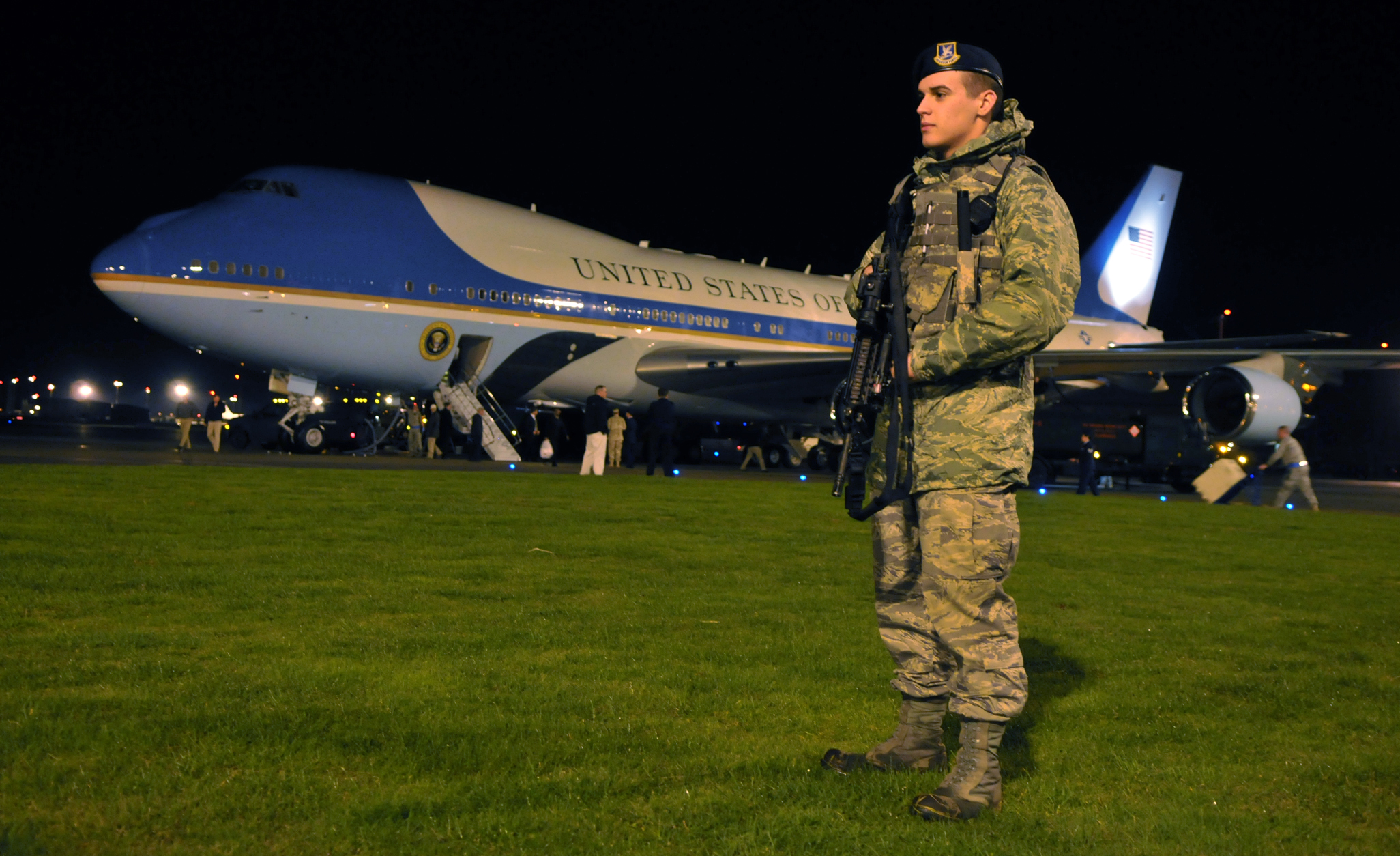
Военнослужащий 100-й эскадрильи сил безопасности стоит в оцеплении «Борта номер один» президента США Барака Обамы на авиабазе Милденхолл в 2008 году

Боевое авиационное командование ВВС США
- 16-я воздушная армия США (Sixteenth Air Force[англ.])
  - 55-е крыло (55th Wing[англ.])
    - 55-я оперативная группа (55th Operations Group[англ.])
      - 95-я разведывательная лётная эскадрилья (GSU) (95th Reconnaissance Squadron[англ.]) — на вооружении разведывательные самолёты Boeing RC-135.
      - 488-я разведывательная эскадрилья (GSU)

  - 363-е крыло разведки, наблюдения и рекогносцировки (363rd Intelligence, Surveillance and Reconnaissance Wing[англ.])
    - 361-я группа разведки, наблюдения и рекогносцировки (361st Intelligence, Surveillance, and Reconnaissance Group[англ.])
      - 25-я разведывательная эскадрилья (25th Intelligence Squadron[англ.])
        - 2-й отряд (GSU)

### ВМС США
Командование ВМС США в Европе и Африке (United States Naval Forces Europe and Africa)
- Командование военно-морских систем снабжения (Naval Supply Systems Command[англ.]) — Центр снабжения флота Сигонелла, отряд Милденхолл

## Будущее авиабазы

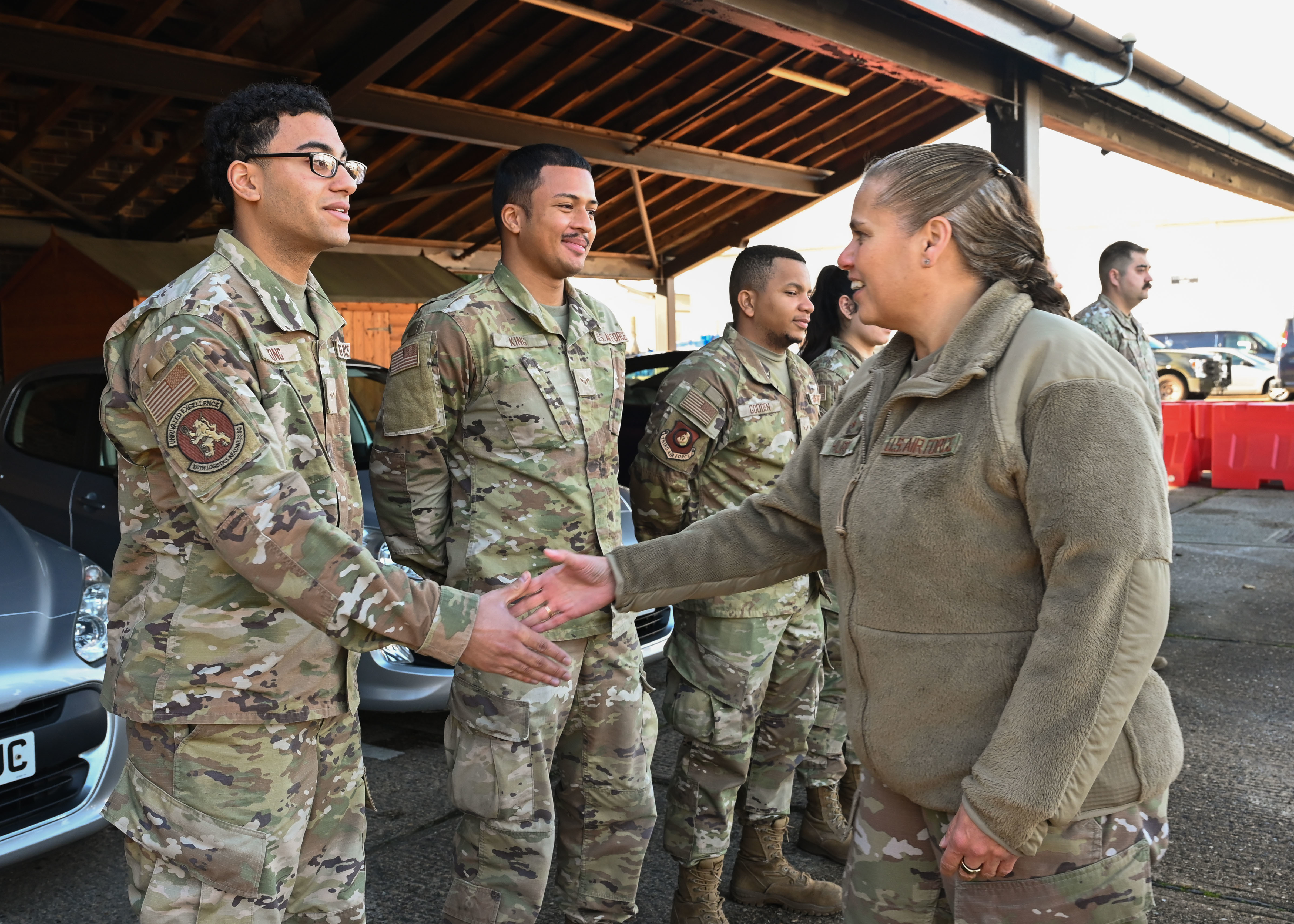
Визит заместителя командующего Управления материального обеспечения ВВС США генерал-майора Линды Харри на авиабазу Милденхолл в 2022 году

8 января 2015 года Министерство обороны США объявило, что в рамках своей программы Европейской консолидации инфраструктуры (European Infrastructure Consolidation) они выведут свои войска с базы ВВС Великобритании Милденхолл, чтобы сэкономить 500 миллионов долларов в год по всей Европе. В январе 2016 года в результате предполагаемого вывода войск США правительство Великобритании объявило, что эта база является одной из двенадцати на территории Соединённого Королевства, которые будут проданы в рамках стратегии Министерства обороны, хотя дата продажи и не была указана. По заявлению министра обороны США Марка Эспера планировалось переместить подразделения, базирующиеся в Милденхолле, на авиабазу Шпангдалем в Германии.
Изменение политического климата в Соединённых Штатах, а также существенные опасения по поводу безопасности со стороны Соединённых Штатов, Великобритании и НАТО в отношении Европы и Ближнего Востока, а также ряд других проблем побудили пересмотреть вопрос о сокращения американского военного присутствия в Милденхолле. К 2017 году процесс закрытия был приостановлен на неопределенный срок, а в феврале 2020 года сообщалось, что американское военное присутствие будет продлено как минимум до 2027 года. В июле 2020 года Министерство обороны объявило, что американские военные фактически выведут свои войска из Шпангдалема, и что 100-е воздушное заправочное крыло и 352-е крыло специальных операций останутся в Милденхолле, тем самым сохраняя базу действующей в обозримом будущем.

## Протесты
С самого начала использования ВВС США, Милденхолл был местом множества антивоенных протестов Кампании за ядерное разоружение и других антивоенных групп. В январе 2003 года протестующие студенты проделали дыру в ограждении по периметру и проникли на базу. Позднее, в апреле 2003 года, протестующие из коалиции «Остановим войну» ворвались на территорию авиабазы, чтобы развернуть баннер со словами: «Хватит убивать друг друга».
Среди известных протестующих были депутат парламента и бывший лидер Лейбористской партии Джереми Корбин и бывший председатель Кампании за ядерное разоружение Кейт Хадсон.